# José Luis Vidal Romero
José Luis Vidal Romero conocido como Pepelu (Lebrija, provincia de Sevilla, 27 de agosto de 1995), es un futbolista español que juega actualmente en el CD Gerena de la Tercera Federación.

## Trayectoria
A los once años de edad ingresa en la cantera del Real Betis. Estando aun en juveniles en la temporada 2012-13 debutó, de la mano de Pepe Mel, en el Stade Gerland de Lyon frente al Olympique Lyon. Volvió a viajar convocado nuevamente en UEFA Europa League a Kazán (Rusia). Pese a ser el máximo goleador en las categorías inferiores, se le comunicó que no contaban con él y en el mercado invernal de la temporada 2014-15 es cedido al Algeciras CF.
En 2015, se convierte en agente libre y firma con el Recreativo de Huelva para jugar con en el filial. Llegó a debutar con el primer equipo en Segunda B contra el Cádiz CF. Desde el filial onubense pasa a formar parte del C.A. Antoniano en el mercado invernal. Tras su buen papel con el equipo sevillano en el que jugó veinte partidos en los que marcó quince goles y ascendió a Tercera División pasará a formar parte del Getafe "B". Tras jugar solo 22 minutos en un total de dos partidos vuelve al Antoniano.
En el mercado invernal de la temporada 2016-17, a pesar de tener varias ofertas del clubes españoles, decide marcharse al Leiknir Reykjavík.
En el verano de 2017 vuelve a España para jugar en el Atlético Sanluqueño Club de Fútbol. Al finalizar la temporada fichó por el CD Cabecense.
En mayo de 2019 vuelve a Islandia para jugar en el KF Fjarðabyggð. En septiembre vuelve al Antoniano.
En el 2020, vuelve a Islandia para jugar en el Víðir y luego vuelve de nuevo a las filas del Antoniano.
En el mercado invernal de la 2022-23 ficha por la Unión Balompédica Lebrijana, el otro equipo de Lebrija. A inicios de la 2023-24 recala en las filas del CD Gerena.

## Clubes
| Club                  | País     | Año         |
| --------------------- | -------- | ----------- |
| R. Betis Deportivo    | España   | 2013 - 2015 |
| Real Betis            | España   | 2014        |
| Algeciras CF (cedido) | España   | 2015        |
| Atlético Onubense     | España   | 2015        |
| C.A. Antoniano        | España   | 2016        |
| Getafe CF "B"         | España   | 2016 - 2017 |
| C.A. Antoniano        | España   | 2017        |
| Leiknir               | Islandia | 2017        |
| Atlético Sanluqueño   | España   | 2017 - 2018 |
| CD Cabecense          | España   | 2018 - 2019 |
| KF Fjarðabyggðar      | Islandia | 2019        |
| C.A. Antoniano        | España   | 2019        |
| Víðir                 | Islandia | 2020        |
| C.A. Antoniano        | España   | 2020 - 2021 |
| U.B. Lebrijana        | España   | 2022 - 2023 |
| CD Gerena             | España   | 2023 -      |